# Canton d'Échirolles-Est
Le canton d'Échirolles-Est est une ancienne division administrative française située dans le département de l'Isère et la région Rhône-Alpes.

## Géographie
Ce canton était organisé autour d'Échirolles dans l'arrondissement de Grenoble. Son altitude variait de 217 m (Échirolles) à 533 m (Bresson) pour une altitude moyenne de 253 m.

## Histoire
Le canton d'Échirolles-Est a été créé par le décret du 24 janvier 1985 à la suite du démantèlement de l'ancien canton d'Échirolles.
Le 23 novembre 2013, la nouvelle carte cantonale de l'Isère a été présentée par le préfet Richard Samuel et votée par l'Assemblée départementale de l'Isère. Le Conseil d'État publie le décret n°2014-180, le 18 février 2014, validant le redécoupage cantonal du département. Les cantons d'Échirolles-Est et d'Échirolles-Ouest ainsi qu'une commune du canton d'Eybens fusionnent pour reformer le canton d'Échirolles.

## Représentation
| Période | Période | Identité          | Étiquette    | Qualité                                                                           |
| ------- | ------- | ----------------- | ------------ | --------------------------------------------------------------------------------- |
| 1985    | 1992    | Alain Arvin-Bérod | PCF puis DVG | Philosophe et historien Conseiller municipal d'Échirolles                         |
| 1992    | 2011    | Claude Bertrand   | PCF          | Enseignant Vice-Président du Conseil Général Ancien Adjoint au Maire d'Échirolles |
| 2011    | 2015    | Sylvette Rochas   | PCF          | Adjointe au maire d'Échirolles Elue en 2015 dans le nouveau canton d'Échirolles   |

## Composition
Le canton d'Échirolles-Est regroupait une commune entière et une portion de commune :
| Nom                    | Code Insee | Intercommunalité         | Population (dernière pop. légale)               |
| ---------------------- | ---------- | ------------------------ | ----------------------------------------------- |
| Échirolles (chef-lieu) | 38151      | Grenoble-Alpes Métropole | Fraction : 13 278(2012) Commune : 35 875 (2014) |
| Bresson                | 38057      | Grenoble-Alpes Métropole | 685 (2014)                                      |

## Démographie
| 1990   | 1999   | 2006   | 2011   | 2012   |
| ------ | ------ | ------ | ------ | ------ |
| 15 898 | 14 476 | 14 987 | 13 871 | 13 964 |